# Ketuvalam
Ketuvalam je hiša-čoln, ki se pogosto uporablja v indijski zvezni državi Kerala. Imajo slamnato streho nad lesenimi trupi. Tradicionalni ketuvalam se v glavnem uporablja za promocijo turizma v Kerali.

## Zgodovina
Zgodovina takih čolnov v Kerali sega v Uru, veliko leseno ladjo tipa Dhov, ki so jo izdelali mizarji v Bejporeju, južno od pristanišča Kozhikode. Tikovino so v prejšnjih časih vzeli iz tikovih gozdov Nilambur, zdaj pa se uporablja uvožen malezijski tik.
Čolni v različnih oblikah in velikostih so že od nekdaj tradicionalno glavno prevozno sredstvo ljudi in materiala v zalednih vodah Kerale. Za kraljeve osebe so ti čolni postali celo udobni bivalni prostori.

## Gradnja
Ketuvalam je dolg približno 100 čevljev in ima širino približno 13 čevljev na sredini. Materiali, ki se uporabljajo za izdelavo, so lokalni in okolju prijazni; bambusove palice, kokosova vlakna, vrvi, bambusove preproge, preproge itd. Glavni uporabljeni les je Andžili (Artocarpus hirsuta). Obstajajo hiše-čolni s popolnoma opremljeno enoposteljno sobo, dvoposteljno sobo in triposteljno sobo.
Trup je vrsta lesenih desk, dolgih rezanih in izrezljanih, povezanih s kokosovimi vlakni, polnjenimi vmes. Ketuvalam je motoriziran in se v globokih vodah krmili z vesli. Dolge bambusove palice ali 'punti' se uporabljajo za poganjanje v plitvih predelih. Bambusovi tramovi, ki so ob straneh, se uporabljajo kot opora za noge. Bambus se uporablja za ogrodje strehe, deli bambusa pa za tkanje mat za strešne kritine.
V bistvu je bil ketuvalam zasnovan za prevoz tovora in kot takemu je bilo treba izvesti številne konstrukcijske spremembe, da je postal turistično vozilo. Višina strehe je bila povečana, da je bilo dovolj prostora za glavo. Po vsej dolžini je bila položena deska za lažjo hojo in udobno sedenje, da se zmanjšajo pomanjkljivosti ukrivljene oblike trupa. Okna in druge odprtine so bile predvidene za svetlobo, pretok zraka in razgled. Vhod je na sredini linearne osi z vrhnjo obešeno ploščo.
Večina najnovejših modelov vključuje tri spalnice s stranišči, dnevni prostor in kuhinjo. Seveda obstajajo različice. Nekateri imajo manjše število spalnic, vendar z velikim dnevnim prostorom in morda balkonom na strehi. Običajno se ploščadi, ki so konzolne od trupa, uporabljajo kot balkoni. Izvedene so bile inovativne spremembe, da bi se prilagodile sodobni opremi. Za pritrditev straniščnih desk, tuš kadi in talne obloge iz keramike je v nivoju tal položena betonska plošča. Te stranišča so narejene iz jeklenih omaric z mrežo jeklenih mrež, na katerih se s pomočjo katalizatorja, imenovanega actizime, gojijo koristne bakterije. Te bakterije se prehranjujejo s človeškimi iztrebki in proizvajajo neškodljiv brezbarven stranski proizvod brez klic. Odprtine za v tla iz stranišč so speljane skozi trup in izpuščene v tekočo vodo pod njim. Uporaba bio-stranišča je danes pogosta. Tako zaledni kanali niso onesnaženi. Voda za uporabo je shranjena v plastičnem rezervoarju, ki je na zgornjem delu glavnega telesa, ki je povezan s kuhinjo in stranišči. Cevi, rezervoar in drugi sintetični materiali so prekriti s kokosovim vlaknom ali panambujem, da ohranijo estetsko kakovost okolju prijaznih materialov.

## Turizem
National Geographic Traveler je Keralo uvrstil med '50 destinacij v življenju' v posebni zbirateljski številki, ki je izšla tik pred prelomom tisočletja.
Hindujec je zapisal: »Križarjenje po zrcalno mirnih lagunah, jezerski obali iz slikanic, kanalih, obdanih s palmami, in lesketajočih se potočkih 'Božje lastne dežele' je najbolj očarljiva počitniška izkušnja v državi. Ker so vodne poti postale sestavni del načrta potovanja počitnikarjev, se je tradicionalni ketuvalam pojavil kot maskota turizma v Kerali.«
Več kot 900 ketuvalamov se vije po zaledjih in obstajajo različne poti, ki so priljubljene med turisti.
Organizatorji potovanj so ponudili inovativne možnosti. Svet za turizem okrožja Kanur je v sodelovanju z zasebnim letoviščem v Katampaliju sprožil program 'Nadi Daršan' (ogled reke) kot pobudo za popularizacijo ketuvalama za promocijo turizma in kot prizadevanje, da bi ljudje izvedeli več o reki Valapatanam, eni izmed največje reke v regiji in življenjski tok okrožja.
Restavracija z morsko hrano je bila odprta v ketuvalamu na cesti Kaloor-Kadvanthra.

## Galerija
- Redni trajekt s potniki
- Domačini uporabljajo čoln za ribolov in prevoz s trajektom
- Čolni in race v vodi
- Hrana, pripravljena v ketuvalamu
- Pogled iz ketuvalama